# Ash Ketchum

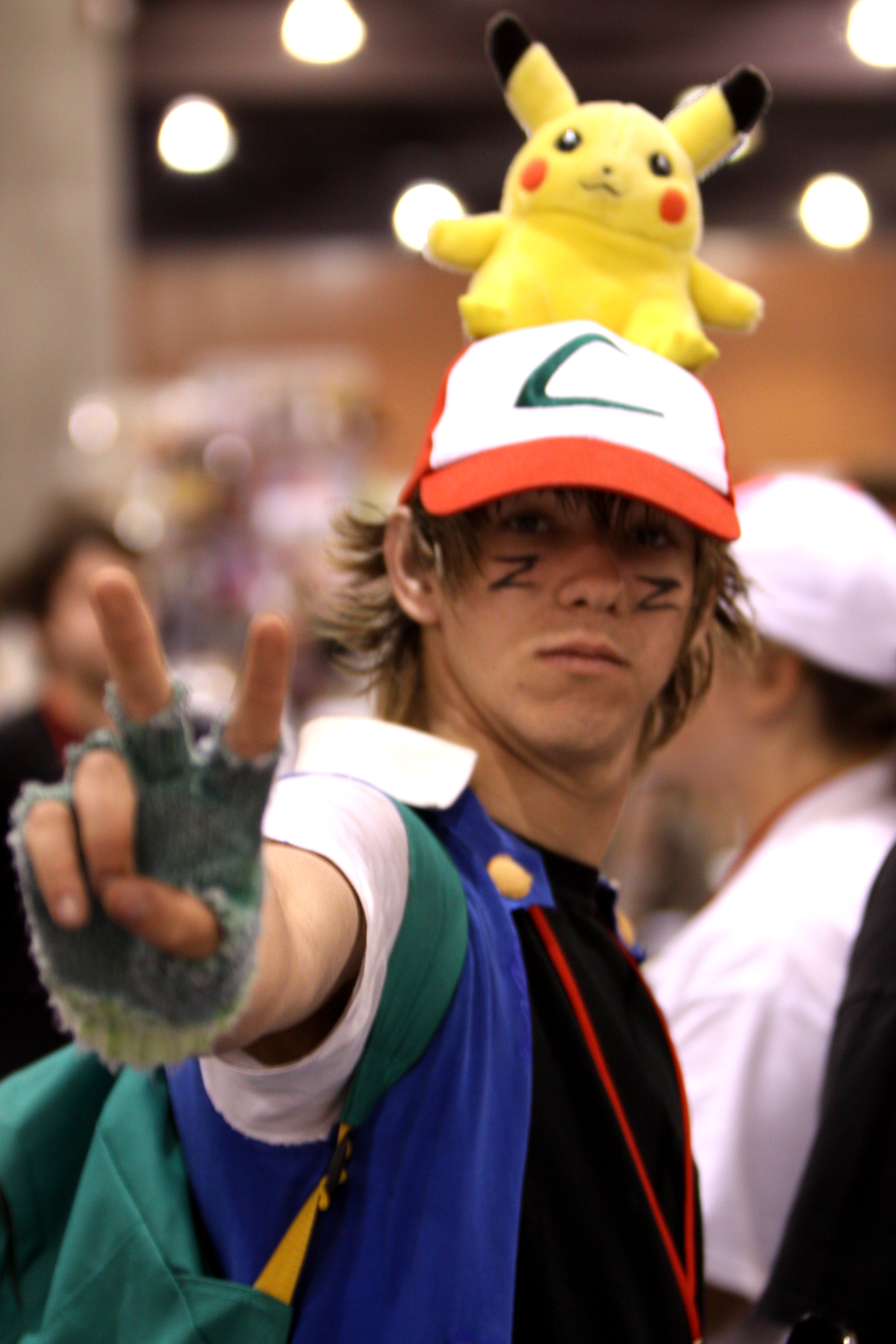
Cosplayer som Ash Ketchum med Pikachu på huvudet

Ash Ketchum är en fiktiv figur som är huvudperson i Pokémon-animen. När han var tio år inledde han sin bana som Pokémontränare. Hans mentor och vän är Professor Oak, som är farfar till hans främste rival Gary Oak. Den första Pokémon han fick är Pikachu, denne fick han av professor Oak. Ash och Pikachu var inte vänner från början, men efter att Ash räddade Pikachu blev de bästa vänner.

## Röstskådespelare

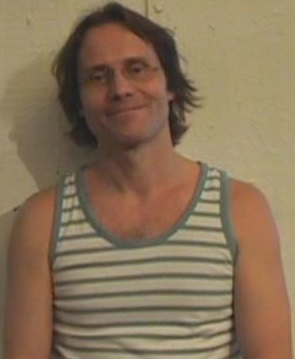
Dick Eriksson gör Ashs svenska röst.

Ash Ketchum har många olika röstskådespelare i dubbningarna. I listan nedan visas vilka röstskådespelare som har dubbat rollfiguren.
- Arabiska – بثينة شيا Buthaina Shia
- Danska – Mathias Klenske
- Engelska – Veronica Taylor, Sarah Natochenny och Jamie Peacock
- Filipino – Klariz Magboo
- Finska – Sari Moilanen och Hanna Savikko
- Franska, Kanada – Sébastien Reding
- Franska, Europa – Aurélien Ringelheim
- Hebreiska – יהונתן מגון Yonatan Magonoch דניאל מגון Daniel Magon
- Italienska – Davide Garbolino
- Japanska – 松本梨香 Rica Matsumoto
- Katalanska – Enric Puig
- Koreanska – 최덕희 Choi Deok-Hyi, 이선호 Lee Seon-Ho och 안현서 An Hyeon-Seo
- Kroatiska – Saša Buneta, Marko Torjanac
- Nederländska – Christa Lips
- Norska – Nils-Martin Crawfurd
- Polska – Hanna Kinder-Kiss och Grzegorz Drojewski
- Portugisiska, Brasilien – Fábio Lucindo
- Portugisiska, Portugal – Maria João Luís, Sandra Faleiro, Sandra de Castro, Cristina Carvalhal, Bárbara Lourenço och Ana Madureira
- Spanska, Latinamerika – Gabriel Ramos, Irwin Daayán och Emiliano Dionisi
- Spanska, Spanien – Adolfo Moreno och Rafael Alonso Naranjo Jr.
- Svenska – Dick Eriksson
- Tjeckiska – Radek Škvor
- Turkiska – Ahmet Taşar
- Tyska – Caroline Combrinck, Veronika Neugebauer och Felix Mayer
- Ungerska – Szvetlov Balázs och Ungvári Gergely